# 尚膳監
尚膳監，明朝十二監之一，與光祿寺和女官系統的尚食局負責皇宮內伙食供應，設掌印太監一員。尚膳監烹飪的食材，向光祿寺領取。
天啟初，明熹宗的膳食，皆客氏之下內官造辦，稱為「老太家膳」，後由王體乾、宋晉、魏忠賢、李永貞、客氏輪流辦膳。萬曆年間，皇帝的三餐常由內臣自家供應，孫承澤載：「神宗朝宮膳豐盛，列朝所未有，不支光祿寺錢糧。彼時內臣甚富，皆令輪流備辦，以華侈相勝。」崇禎朝禁止外庖，回歸尚膳監辦膳。清順治時十三衙門亦設尚膳監，至康熙時裁撤，改設「採捕衙門」，後改為都膳司。

## 官制
- 掌印太监，一员；
- 提督光禄太监，一员；
- 总理，一员；
- 管理，无定员；
- 佥书，无定员；
- 掌司，无定员；
- 写字，无定员；
- 监工，无定员；
- 各牛羊等房厂监工，无定员。

## 首都人员

### 洪武时期
而聂

### 永乐时期
王安、
刘通（左监丞）、云祥（监丞）

### 洪熙时期
尹凤（左少监）

### 正统时期
张辉

### 景泰时期
赵琮

### 成化时期
宁英、刘祥、高通、
黄瑜

### 弘治时期
苗旺

### 正德时期
蔡迩
傅锦、畢真

### 嘉靖时期
萧平、
曾亮、
浦信

### 隆庆时期
张维

### 万历时期
穆进德、杨荣

### 天启时期
魏忠贤

### 崇祯时期
王奉、杜勳、
王之佐